# Liste des souris et rats de fiction

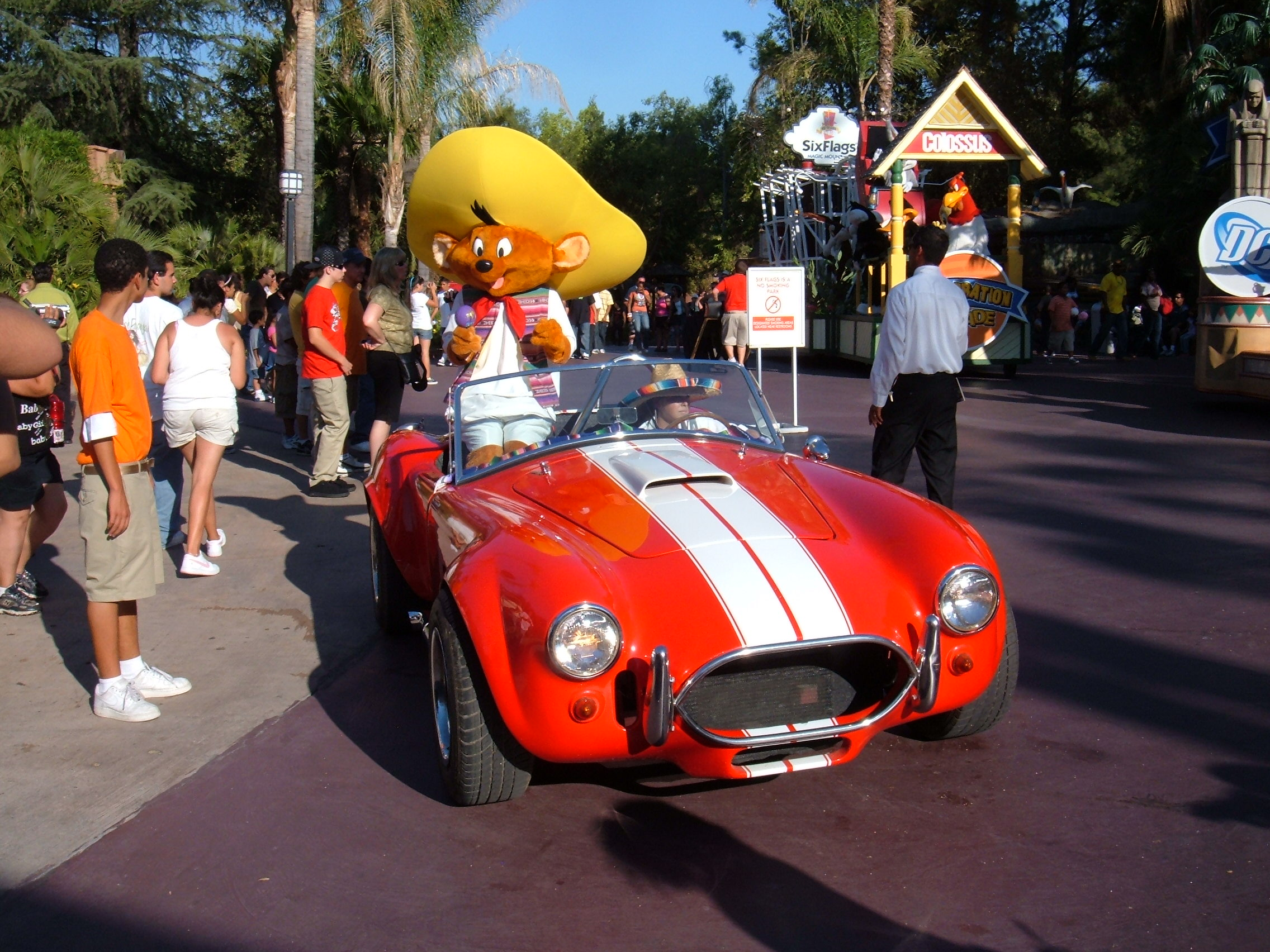
Costume de Speedy Gonzales au parc de Six Flags Magic Mountain en 2007.

## Liste alphabétique de «rats» et «souris» de fiction
Les mots rat, souris, mulot, etc. étant des dénominations ambigües et donc souvent confondues entre elles en français, il est rarement facile de déterminer des correspondances avec des espèces zoologiques exactes.

### «Rats»
- Anathème Percemiche, rat noir, méchant de la série Sibylline créée par Raymond Macherot
- Anthracite, roi des rats noirs et méchant principal de la série Chlorophylle créée par Raymond Macherot
- Artus, rat qui est le héros de l'intrigue du jeu vidéo « Artus contre le démon du musée ».
- Amy Madison, rat qui est la transformation d'Amy Madison lors de la saison 3 de Buffy contre les vampires
- Cluny le Fléau, principal antagoniste de la série Rougemuraille par Brian Jacques.
- Croûtard, rat de Ron Weasley, qui se révèle être Peter Pettigrow dans la saga Harry Potter
- Gaspard, le rat de Rémi, le personnage principal de Bout d'homme, une série de bande-dessinée de Jean-Charles Kraehn.
- Firmin, rat érudit du roman homonyme de Sam Savage
- Justin dans Brisby et le Secret de NIMH, Jenner, méchant du même film d'animation
- La Mort aux Rats, incarnation anthropomorphique de la Mort des Rongeurs sous forme de squelette de rat dans la série Les Annales du Disque-monde.
- Pistou, rat aveugle albinos et guide dans  Les Annales du Disque-monde  Le_Fabuleux_Maurice_et_ses_rongeurs_savants
- Lionel, rat de Cory Baxter dans la série Phénomène Raven
- Nick Et Fetcher, deux rats contrebandiers dans le film d'animation Chicken Run (2000)
- Ratigan, le méchant professeur dans Basil, détective privé de Disney
- Ratus, rat anti-héros de la méthode d'apprentissage de la lecture du même nom.
- Razmo et Rapido, Duo de rats, héros de la série animée Ratz
- Rémy, le rat cuisinier dans Ratatouille (2007)
- Roddy St. James, le héros, et Sid, Spike, Blanco... des rats dans le film d'animation Souris City.
- Splinter, rat mutant, maître et figure paternelle des Tortues Ninja.
- Steve McQueen, rat de Dr House.
- Templeton, rat des champs du film Le Petit monde de Charlotte, tiré du livre La Toile de Charlotte de 1952
- Tamerlan, rat dans les livres de Bernard Werber de la trilogie Demain les chats
- Tempus et Fugit, les rates du commissaire Jean Levigan, dans les romans policiers de Carine Marret : Morte-saison sur la Jetée-Promenade, L'Agonie du jour, De poussière et de cendre, Dans l'ombre du Saint Suaire, et Des silences et des hommes
- L'enfant du roman jeunesse, qui déclare, comme son titre l'indique, J'étais un rat ! (titre original : I was a Rat! or The Scarlet Slippers), roman de Philip Pullman, illustré par Peter Bailey, publié en 1999.

### «Souris»

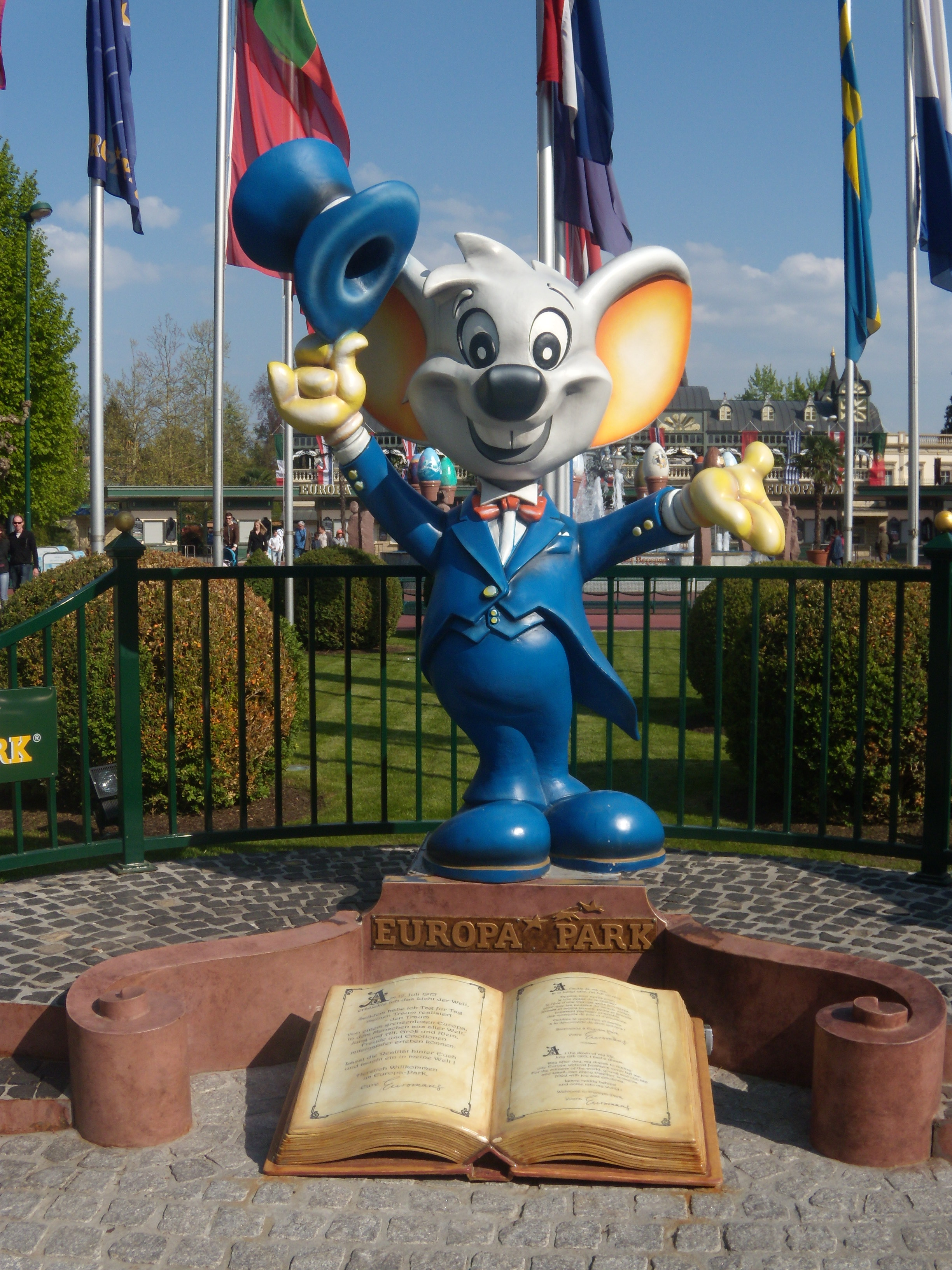
Euromaus, mascotte du parc à thème allemand Europa-Park.

- Alexandre et Émilie, deux souris, personnages de Souris des villes, souris des champs.
- Algernon (dans Des fleurs pour Algernon, souris d'expérimentation dans un roman de science-fiction de Daniel Keyes en 1966 d'après sa nouvelle de 1959)
- Angelina Ballerina, souris danseuse d'après les livres à succès de Katharine Holabird et Helen Craig, adaptée en deux séries animées en 2001 et 2009.
- Arthur,  souris adolescente tirée des livres les aventures d'Arthur de Marc Brown et adapté en série animée en 1996 sous le nom Arthur
- Basil of Baker Street, souris détective émule de Sherlock Holmes des romans de Eve Titus
- Bernard et Bianca, deux souris, personnages de films d'animation de Walt Disney Pictures
- Bernadette, une souris de la bande dessinée Léonard.
- Brisby, une maman souris, personnage du long métrage d'animation de Don Bluth : Brisby et le Secret de NIMH
- Célestine, dans les livres pour enfants Ernest et Célestine de Gabrielle Vincent et dans le film Ernest et Célestine (2012)
- Cheese, la souris domestique de Gaston Lagaffe dans la série éponyme.
- Dare Dare Motus, alias Danger Mouse, une souris blanche agent secret d'animation

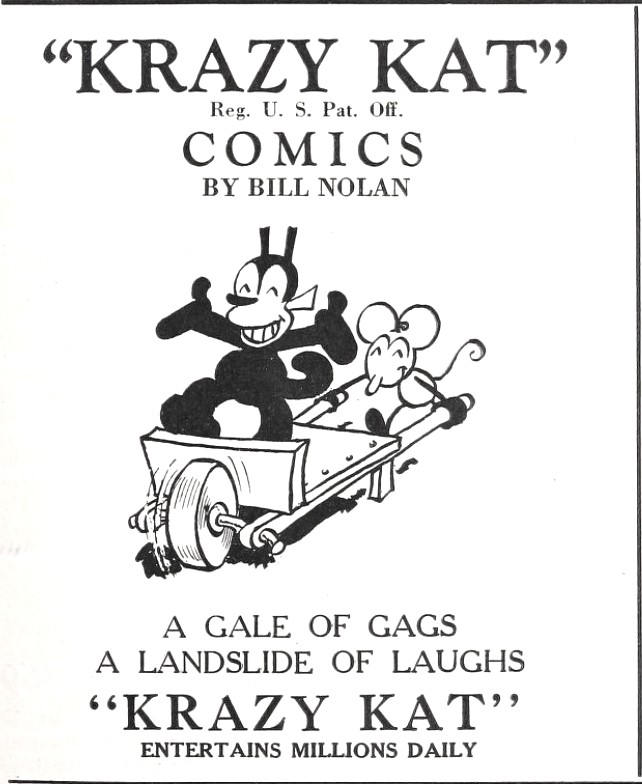
La souris Ignatz pousse la brouette où triomphe le chat Krazy Kat.

- Despereaux, souris héroïne de La Légende de Despereaux
- Diddl, souris mascotte d'une large gamme de produit à son effigie
- Dixie, souris du duo « Pixie et Dixie » dans la série animée Pixie et Dixie et Mr. Jinks des studios Hanna-Barbera.
- Eckhart, la souris canadienne issue de la série animée du même nom.
- Euromaus, cette souris est la mascotte du parc d'attractions Europa-Park
- Fievel Souriskewitz, la jeune souris anthropomorphe de Fievel et le Nouveau Monde, film d'animation américain de Don Bluth, suivi par Fievel au Far West et d'autres épisodes réalisés par des auteurs différents.
- Fix et Fax, les deux souris de Fix und Fax (de), série de bandes dessinées allemandes, parue dans le magazine pour la jeunesse Atze (de).
- Frédéric, le petit mulot, dans l'album homonyme, écrit et illustré par l'auteur italien Leo Lionni
- Geronimo Stilton, héros de la série italienne pour la jeunesse qui porte son nom
- Gus, souris ami de Cendrillon, personnage de film d'animation de Walt Disney Pictures

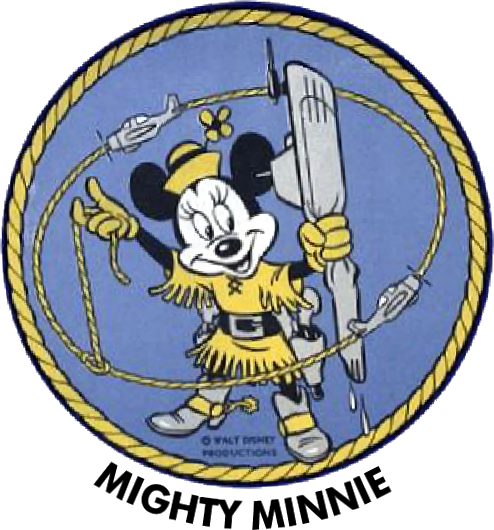
Minnie Mouse.

Mickey Mouse dans Steamboat Willie.

- Harry, la souris amie du chat noir Splat dans la série animée Splat et Harry, d'après les albums illustrés Splat the Cat (en) de Rob Scotton.
- Herman la souris, formant avec le chat Katnip le duo de la série de dessins animés Herman et Katnip.
- Hermux Tantamoq, cette souris est le personnage principal de plusieurs romans pour la jeunesse de Michael Hoeye.
- Hors d'œuvre, la souris malmenée par Kitty Galore dans le film Comme chiens et chats : La Revanche de Kitty Galore.
- Hubie et Bertie, duo de souris des séries Looney Tunes et Merrie Melodies.
- Hucucha (sortie de la mer), petite souris péruvienne, sage et astucieuse, qui échappe grâce à son intelligence de son ennemi juré, Atoj (le compère renard) dans les montagnes du Pérou.
- Ignatz, partenaire du chat Krazy Kat dans les comics Krazy Kat
- Itchy dans Itchy et Scratchy, souris dans une série fictive que regardent les enfants dans la véritable série Les Simpson
- Jack, souris mâle, ami de Cendrillon, personnage de film d'animation de Walt Disney Pictures
- Jerry, personnage de William Hanna et Joseph Barbera de la série d'animation Tom et Jerry et autres films
- Jojo et Michou, les deux neveux de Mickey Mouse
- Kiki la souris, dans la série jeunesse homonyme, écrite et illustrée par l'auteur français Grégoire Solotareff
- La Famille Souris, dans la série jeunesse homonyme, écrite et illustrée par l'auteur japonais Kazuo Iwamura

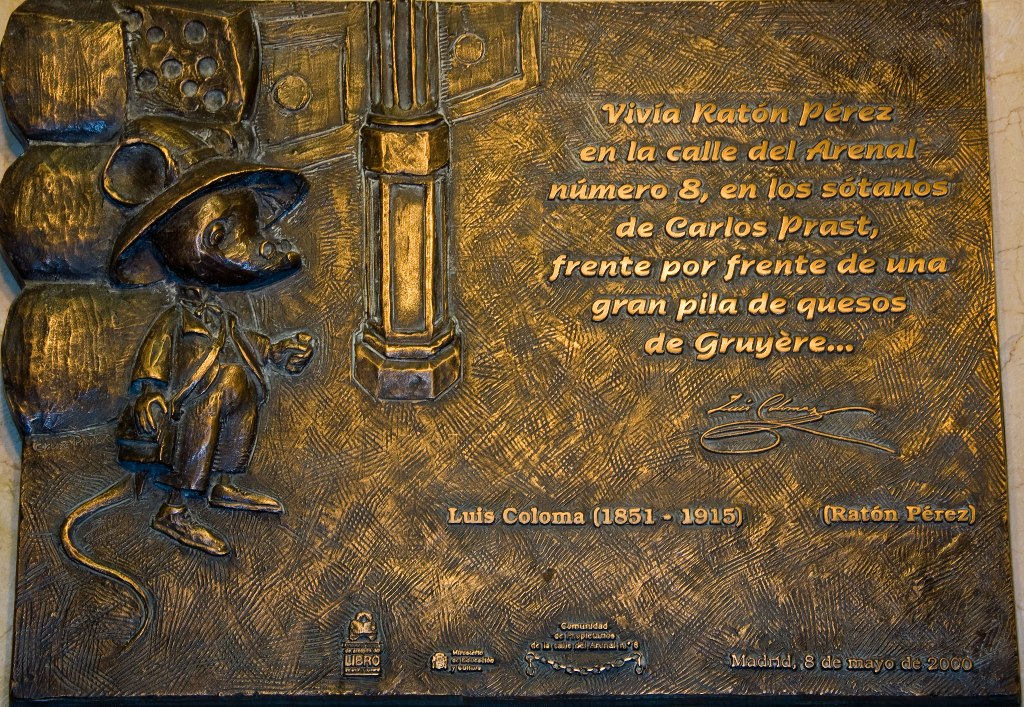
« Ratoncito Pérez », la version hispanique de la Petite souris.

- La Petite souris, connue pour échanger un cadeau contre une dent de lait
- Lapitch, la souris héros du dessin animé Lapitch, le petit cordonnier et apprenti cordonnier de son métier.
- La souris morte dans la poche de Lennie, Des souris et des hommes (Of Mice and Men), roman de John Steinbeck en 1937
- La souris verte, héroïne de la comptine homonyme
- Lisa, une souris du dessin animé Lapitch, le petit cordonnier
- Madame Trotte-menu, une souris, personnage de Beatrix Potter dans The Tale of Mrs. Tittlemouse
- Maggie, la souris blanche peureuse du vieux magicien dans Le Manoir Magique
- Manuel et Didi, les deux petites souris, dans la série jeunesse homonyme, écrite et illustré par l'auteur autrichien Erwin Moser
- Mappy, la souris dans le jeu de plates-formes Mappy (1983), confrontée au chat Goro et son gang de chats voleurs dans un manoir.
- Mickey Mouse, une souris, personnage emblématique de Walt Disney
- Millie et Melody Mouse, les deux nièces de Minnie Mouse
- Mimi la souris, héroïne des livres pour enfant et animations de Lucy Cousins
- Minnie, une souris, fiancée de Mickey Mouse
- Minus et Cortex, deux souris blanches (mâles) de laboratoire, personnages de dessin animé créés par Tom Ruegger
- Modo, Throttle et Vinnie, sont les héros de la série animée Les Motards de l'espace (Biker Mice), créée par Rick Ungar en 1993.
- Mortimer Mouse, le nom anglais de plusieurs souris de l'univers de Mickey Mouse, et notamment celui de Ratino, sorte de rat bellâtre, adversaire déclaré de Mickey Mouse.
- Mr. Jingles dans La Ligne verte, roman de Stephen King de 1996
- Nazrin, youkai Souris qui apparaît dans le douzième opus de la série de Shoot'em up de type manic shooter Touhou Project.

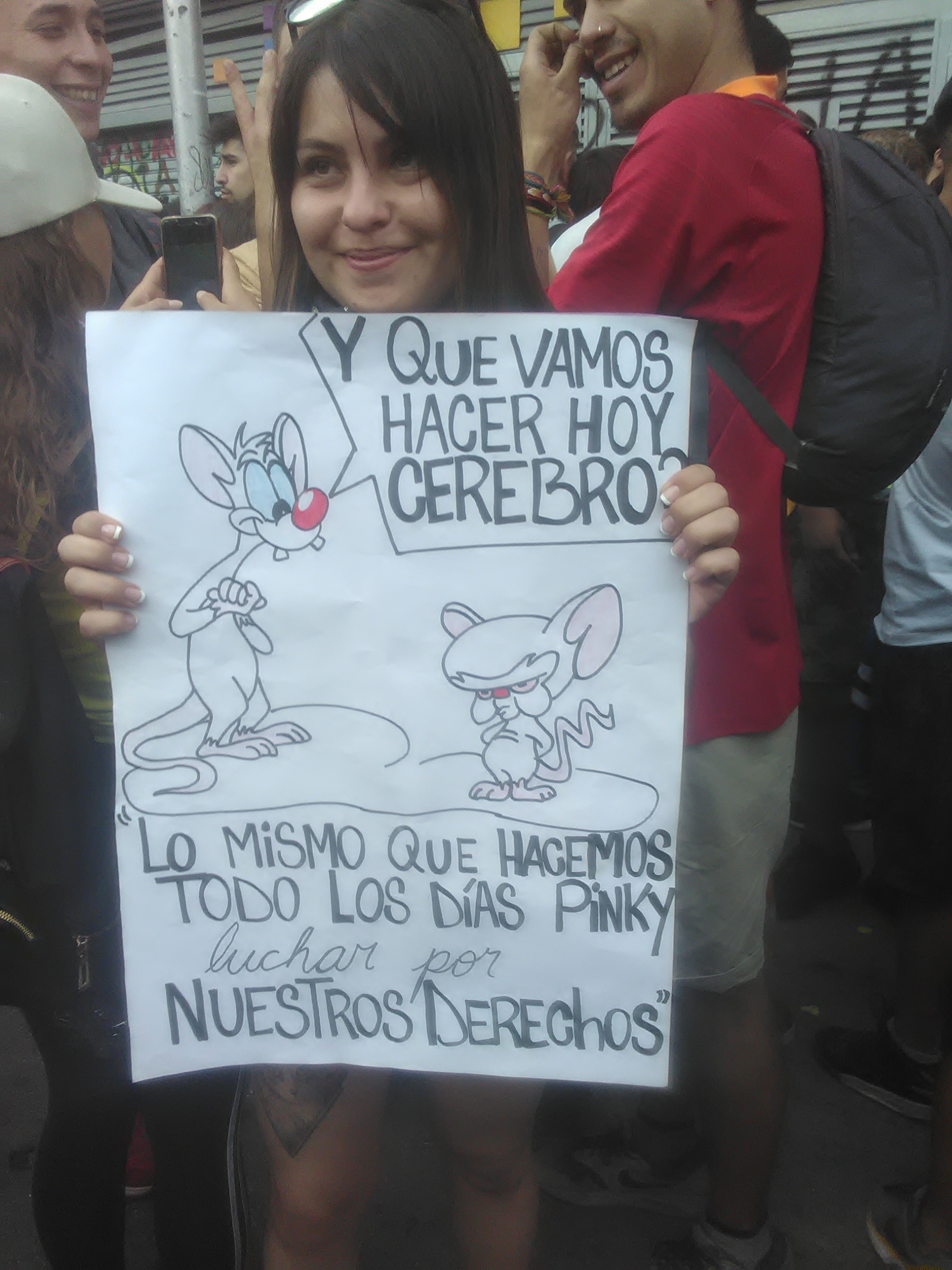
Représentation de Minus (à gauche) et Cortex sur une affiche de protestation lors des manifestations de 2019-2021 au Chili.

- Nestor, souris du duo de bande dessinée Nestor et Polux
- Petites créatures qui voyagent dans le groupe d'animaux des Animaux du Bois de Quat'sous, dans la série animée du même nom. Il y a des familles de campagnols, de musaraignes, et de mulots.
- Pip la souris de la série de bandes dessinées suédoises Pellefant (en) l'éléphant.
- Pixie, du duo « Pixie et Dixie » dans la série animée Pixie et Dixie et Mr. Jinks des studios Hanna-Barbera.
- Pétronille dans Pétronille et ses 120 petits de Claude Ponti publié à L'École des loisirs en 1990.
- Pikachu, pokémon de type électrique célèbre de la licence Pokémon
- Ripitchip, souris parlante de Le Monde de Narnia
- Rita Malone, souris dans le film d'animation Souris City
- Robin & Ninette, un couple de souris qui cherche une maison, dans le livre illustré de Heather Buchanan
- Roquefort, un des personnages du film de Disney : Les aristochats, (Aristocats en anglais)[1]
- Socrate, souris albinos du film Willard sorti en 1971 ou l'on trouve également Ben, une autre souris énorme.

- Sourisotte, Souribelle et Sourichef, les trois souris de Sourissimo.
- Speedy Gonzales, « la souris la plus rapide de tout le Mexique », personnage de Warner Bros.
- Skiddoo, souris grise, de la série de bandes dessinées de Félix le Chat par Joe Oriolo[2]
- Stuart Little, souris blanche, personnage du roman et des films du même nom
- Super-Souris (Mighty Mouse), un personnage de dessin animé créé par les studios Terrytoons dans les années 1940 pour la 20th Century Fox
- Sibylline, petite souris anthropomorphe, héroïne de la série de bande-dessinée du même nom, créée par Raymond Macherot
- Totoche, la petite souris, dans la série jeunesse homonyme, écrite et illustré par l'auteure Catharina Valckx
- Trottinette, souris héroïne de la série Moustache et Trottinette de Calvo
- Vladek et Art Spiegelman sont les deux héros de la bande dessinée biographique et autobiographique de Art Spiegelman, Maus, récompensé d'un prix Pulitzer en 1992.
- Wizzy et Woppy, duo de souris héroïnes dans la série télévisée belge homonyme du Studio 100

## Liste alphabétique de «castors» de fiction
- Jiggers, le castor dans Iggy Arbuckle

## Liste alphabétique de «écurueils» de fiction
- Zoop, l'écurueil dans Iggy Arbuckle